# Petra tou Limniti
Petra tou Limniti (türkisch Yeşilırmak Kayası) ist eine in etwa runde, hohe Insel nordwestlich von Vouni, im Nordwesten von Zypern, die etwa 80 m vom Ufer entfernt liegt. Sie ist 150 m lang und 105 m breit mit steilen Nord- und Westseiten. Die Insel ist einer der Orte, die bereits während der präkeramischen Jungsteinzeit Zyperns, die etwa 8600 v. Chr. begann, bewohnt wurden.

Zypern-Expedition

Als die schwedische Zypern-Expedition unter Einar Gjerstad 1927 bis 1931 den Palast von Vouni ausgrub, unternahmen die Mitglieder einen Besuch der Felseninsel. Die Überreste einiger Hütten, die sie entdeckten, waren die ersten Zeugnisse der Jungsteinzeit Zyperns. Im Jahre 1929 fand eine kurze Ausgrabung statt. Die Insel ist nur von Osten zugänglich. Hier liegt eine kleine Hochebene mit einer rauen Oberfläche, wo die Überreste zweier mehrphasig genutzter primitiver Hütten gefunden wurden. Die sonstigen Funde bestanden aus Feuerstein-, Knochen- und Steinobjekten, vor allem aus Idolen, Schalen und Werkzeugen. Die Funde wurden auf 8200–5900/5600 v. Chr. datiert.
Petra tou Limniti muss eine Insel gewesen sein, obwohl der Meeresspiegel anfangs bedeutend niedriger lag als heute. Auf der benachbarten Landzunge wurden keine jungsteinzeitlichen Relikte gefunden. Möglicherweise diente der Platz von Zeit zu Zeit Fischern als Basislager, da die Siedlungsschichten tellartig übereinander liegen, aber auch eine Nutzung als Kultplatz ist möglich.
Inzwischen gelten Shillourokambos und Tenta als älteste Siedlungen Zyperns. Petra tou Limniti wird jedoch immer noch als eine der wichtigsten prähistorischen Stätten des östlichen Mittelmeerraumes angesehen.
Die Insel ist ein wichtiger Nistplatz für die Mittelmeermöwe (Larus michahellis).